# ترادت
ترادت (به سوئدی: Trädet) یک سکونتگاه مسکونی در سوئد است که در Ulricehamn Municipality واقع شده‌است.

## خصوصیات
ترادت ۰٫۵۵ کیلومترمربع مساحت و ۲۷۷ نفر جمعیت دارد.